# Гауа (вулкан)
Гауа или Санта-Мария (англ. Mount Gharat) — стратовулкан на одноименном острове, относящегося к островам Банкс в архипелаге Новые Гебриды, Вануату. Высота — 797 м. Основание вулкана находится на глубине 3 000 м. Вершина вулкана состоит из 4 кратеров. Другое название вулкана: Гог, Лакона, Санта-Мария, Стиминг Хилл Лэйк. Входит в вулканическую дугу Санта-Мария, которая протянулась на расстояние 1600 км, идущая перпендикулярно островам Новые Гебриды. Расположен в кальдере диаметром 6 X 9 км. Кальдера состоит из вулканических кратеров, озера Летас и небольших разломов, из которых в период плейстоцена извергалась лава и достигала вод Тихого океана. Кальдера достигает глубины 700 м. В ней расположены помимо вулкана Гауа ещё несколько конусов и термальные источники. В кратере расположено серповидное озеро Стимминг. Сложен андезитами и базальтами. До июля 1962 года вулкан считался спящим. Начиная с этого периода вулкан извергался в виде выхода паров дыма, выбросов SO2 и лав из вершинного кратера более 15 раз. В октябре 2009 года активность вулкана была настолько сильной, что местное население в количестве 300 человек из 3 деревень было эвакуировано с острова на близлежащие острова. Тогда произошло стромболианское извержение, вода в озере Летас поднялась на 30 см. Вулканическая активность сопровождалась землетрясениями, выбросом вулканического пепла на высоту 3000 метров. В настоящий период вулкан даёт о себе знать в качестве незначительных подземных толчков, повышенной активностью фумарольных полей, выбросом вулканического пепла на поверхность. В 2011 году вулканологической обсерваторией Вануату была составлена карта возможных рисков геологических процессов в последующие годы.